# День независимости Сомали
День независимости Сомали (сомал. Maalinta Madaxbanaanida Soomaaliya) — национальный праздник Сомали, который ежегодно отмечается в Сомали 1 июля.
Эта дата знаменует объединение 1 июля 1960 года Британского и Итальянского Сомали, в результате чего образовалась Сомалийская Республика. По итогу Абдуллахи Исса Мохамуд, Мохамед Хаджи Ибрагим Эгаль и другие члены правительств опеки и протектората сформировали правительство со спикером Сомалийского акта союза Абдулкадиром Мохаммедом Аденом, и на пост первого президента Сомали был назначен Аден Абдулла Осман Даар. 20 июля 1961 года граждане Сомали на всенародном референдуме ратифицировали новую конституцию, проект которой был впервые разработан в 1960 году.